# Blood & Chocolate
Blood & Chocolate ist das elfte Studioalbum des englischen Singer-Songwriters Elvis Costello, das 1986 veröffentlicht wurde. Es ist sein neuntes Album mit The Attractions, nachdem seinem vorheriges Album King of America mit verschiedenen Musikern eingespielt wurde.
Es erreichte Platz 16 der britischen Albumcharts und Platz 84 der Billboard 200. In der jährlichen Pazz & Jop-Kritikerumfrage von The Village Voice für die besten Alben des Jahres landete Blood & Chocolate auf Platz 9.
Das Album wurde in das Buch 1001 Albums You Must Hear Before You Die aufgenommen. Im Jahr 2000 wurde es auf Platz 475 in Colin Larkins All Time Top 1000 Albums gewählt.

## Hintergrund und Aufnahme
Die Aufnahme von Blood & Chocolate war problematisch, da sich die Beziehung zwischen Costello und den Attractions während der Aufnahmen zu King of America verschlechtert hatte. Costello berichtete, dass die Beziehung der Band „angesäuert“ war, und nach der Fertigstellung des Albums und einer weiteren Tournee arbeitete Costello acht Jahre lang nicht mehr mit den Attractions zusammen, bis zum Album Brutal Youth.
Costello erklärte: „Es wurde etwas mehr als sechs Monate nach den Hollywood-Sessions für King of America aufgenommen. Der einzige Beitrag der Attractions zu diesem Album, Suit of Lights, war während unserer erfolglosesten und schlecht gelauntesten Tage im Studio entstanden. Der Hauch von Misstrauen und Groll lag noch in der Luft, als King of America veröffentlicht wurde und wir die Olympic Studios in London betraten, um das aufzunehmen, was sich als unser letztes gemeinsames Album für acht Jahre herausstellen sollte.“
Bei den Aufnahmen in den Olympic Studios in London wurden mehrere Songs aus den früheren L.A.-Sessions neu bearbeitet, darunter Blue Chair, I Hope You're Happy Now und American Without Tears No. 2. Ein Outtake aus diesen Sessions, eine Coverversion des 1959er Hits von Little Willie John Leave My Kitten Alone, war auch ein Outtake für die Beatles während der Sessions für Beatles for Sale.
Blood & Chocolate wurde in einem großen Raum mit hoher Lautstärke aufgenommen, die Band hörte sich über Monitorlautsprecher und spielte in Bühnenlautstärke, eine ungewöhnliche Praxis im Studio. Costello erinnerte sich: „Nick Lowe produzierte uns zum ersten Mal seit fünf Jahren und stimmte zusammen mit dem Ingenieur Colin Fairley zu, die Musik aufzunehmen, bevor die Band und ich uns völlig zerstritten. Der Regieraum von Olympic enthielt noch einige Bakelit-Schalter und andere obskure Elemente aus der Zeit, als hier Sessions von Jimi Hendrix und den Rolling Stones stattgefunden hatten. Der Live-Raum war groß genug für ein ganzes Orchester, also füllten wir ihn mit unserem Live-Monitoring-System und spielten mit einer Lautstärke, die der Bühnenlautstärke nahe kam. Obwohl man gemeinhin der Meinung ist, dass eine hohe Lautstärke im Studio ein unkontrollierbares Klangbild erzeugt, schien diese Herangehensweise dem Material völlig gerecht zu werden.“
Die Titel Tokyo Storm Warning, I Want You und Blue Chair wurden als Singles veröffentlicht. Die Textzeile in Tokyo Storm Warning „Japanese God-Jesus robots telling teenage fortunes“ (Japanische Gott-Jesus-Roboter bestimmen das Schicksal von Teenagern) bezieht sich auf ein Spielzeug, das von Bandai hergestellt wurde. Bei der Single Blue Chair handelte es sich um Aufnahme der King of America-Sessions.

## Cover
Elvis Costello malte das Cover des Albums selbst. Wie auf seinem vorherigen Album verwendet Costello drei Namen, um sich zu benennen: seinen Vornamen Declan MacManus, seinen Künstlernamen Elvis Costello und den Spitznamen Napoleon Dynamite, sein Alter Ego als Zeremonienmeister bei der Spinning Songbook Tour der Attractions. Der Name Napoleon Dynamite wurde 2004 für einen Film von Jared Hess verwendet, der jedoch bestreitet, dass der Titel von Blood & Chocolate inspiriert wurde.
Das Album verwendet Esperanto, um die Credits der Musiker und die LP-Seiten aufzulisten.

## Stil und Texte
Will Birch verglich den Sound des Albums mit dem damaligen Grunge-Stil und bezeichnete es als "sechs oder acht Jahre seiner Zeit voraus". Ähnlich wurde Blood & Chocolate im April 1989 vom Goldmine Magazine als "freches, grungiges" Werk beschrieben und im September 2007 vom Q Magazine als "wild und grungig". AllMusic bezeichnete Blood & Chocolate als "geradliniges Rock'n'Roll"-Album, das auch kleinere Elemente von Folk und Country enthält"; es vergab 4 von 5 Sternen.
Die Liedtexte von Blood & Chocolate beschrieb das Magazin Blender als „glühende Songs über sexuelle Verzweiflung und Ekel“.

## Titelliste
Alle Songs wurden von Declan MacManus (Elvis Costello) geschrieben, sofern nicht anders angegeben.
Seite 1
1. Uncomplicated – 3:28
2. I Hope You're Happy Now – 3:07
3. Tokyo Storm Warning – MacManus, Cait O'Riordan – 6:25
4. Home Is Anywhere You Hang Your Head – 5:07
5. I Want You – 6:45

Seite 2
1. Honey, Are You Straight or Are You Blind? – 2:09
2. Blue Chair – 3:42
3. Battered Old Bird – 5:51
4. Crimes of Paris – 4:20
5. Poor Napoleon – 3:23
6. Next Time Round – 3:28

## Besetzung
- Elvis Costello – Gesang, E-Gitarre, Akustische Gitarre
- Steve Nieve – Keyboards
- Pete Thomas – Schlagzeug, Altsaxophon
- Bruce Thomas – E-Bass, E-Gitarre, Saxophon